# Ernakulam (stadsdeel)
Ernakulam (Malayalam: എറണാകുളം; Eṟṇākulaṁ) is de benaming voor het oostelijke (vasteland)stadsdeel van Kochi (vroeger Cochin) in de Indiase deelstaat Kerala. Samen met Mattancherry en Fort Kochi vormt het sinds 1967 de gemeente Kochi (Corporation of Cochin). Het ligt ten oosten van het oude centrum, waarvan het wordt gescheiden door het Vembanadmeer. Ernakulam is het meest verstedelijkte deel van de stad en vormt het belangrijkste handelscentrum van Kerala.
Er bevinden zich vele hoge en moderne kantoorgebouwen in Ernakulam en het gemiddelde koopkrachtniveau behoort tot het hoogste van India. Dit komt ook tot uitdrukking in de voor India zeer hoge alfabetiseringsgraad van bijna 95%. In het stadsdeel bevinden zich het gemeentehuis, het kantoor van het gelijknamige district Ernakulam (dat de hele stad Kochi omvat en naar het stadsdeel is vernoemd), het Hooggerechtshof van Kerala en de aandelenbeurs van de stad. Op de berg St. Thomas in Kakkanad bevindt zich de zetel van de grootaartsbisschop van de Syro-Malabar-Katholieke Kerk en de zetel van het aartsbisdom Ernakulam-Angamaly.

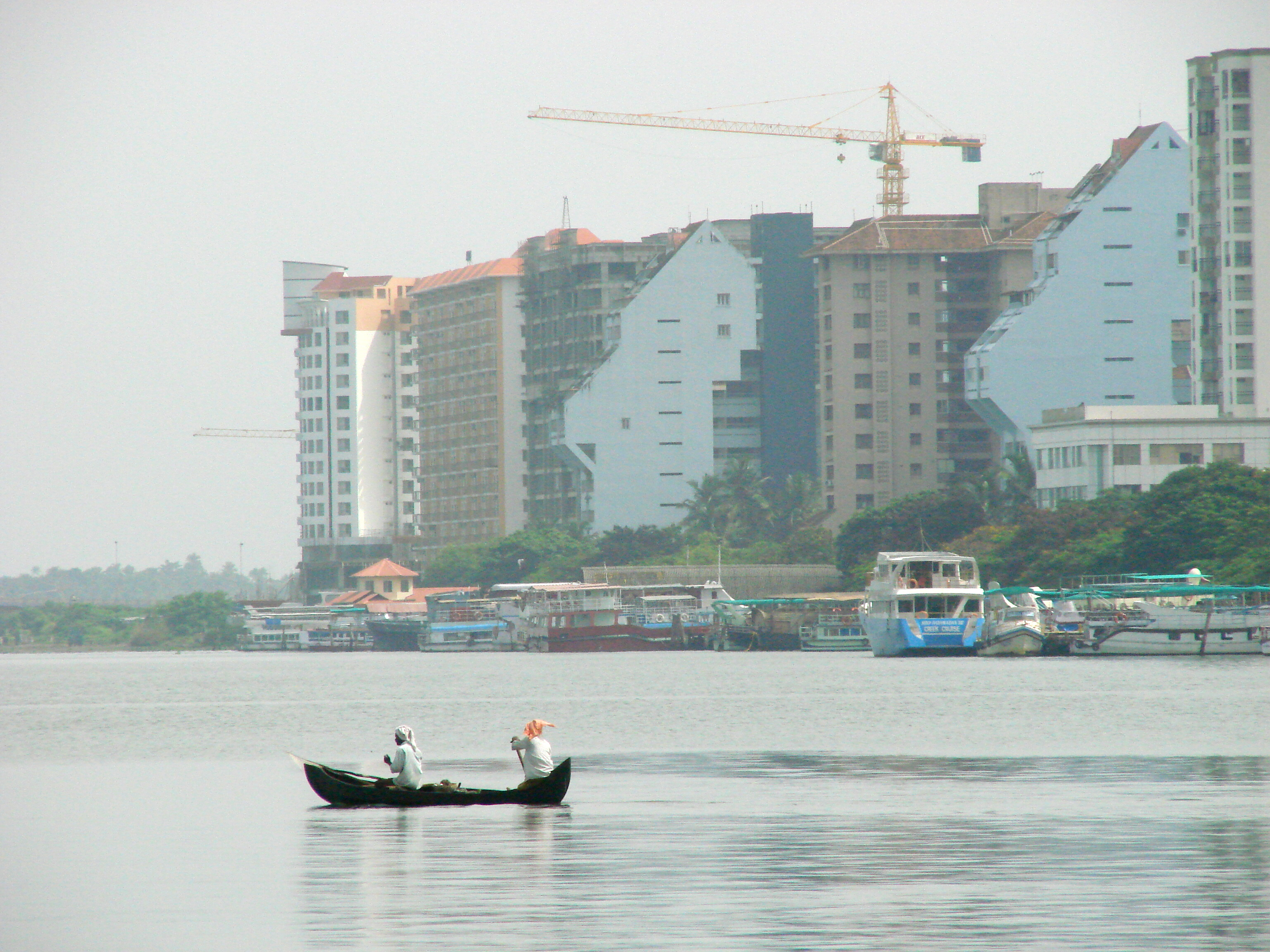
Traditionele roeiboot in de haven met hoogbouw van het stadsdeel op de achtergrond

De naam 'Ernakulam' zou volgens een theorie zijn afgeleid van de Shiva-hindoetempel Ernakulathappan (of Erayanarkulam; "bode van Shiva"), die zich binnen de grenzen van Ernakulam bevindt. Volgens een andere theorie komt de naam van de Malayaamse woorden 'Ere naal Kulam' ("Brug voor een lange tijd").
Op het eiland Bolgatty (onderdeel van stadsdeel Fort Kochi) bevindt zich een paleis dat in 1568 door Portugese kolonisten werd gebouwd, maar als "Dutch Palace" door het leven gaat omdat de Nederlanders het fort in 1744 renoveerden, na het eerder te hebben verwoest. In de voorstad Chendamangalam bevindt zich het "Paliam Palace" met een hindoetempel, een kerk en een moskee. Voor de kust van het stadsdeel ligt ook het eiland Willingdon, dat door de Venduruthy-brug met Ernakulum is verbonden. Op het eiland bevindt zich een marinebasis van de Indiase Marine, alsook de zeehaven van de stad, die in de 13e eeuw werd aangelegd.